# Damir Polić
Damir Polić (Spalato, 3 aprile 1953) è un ex pallanuotista jugoslavo, vincitore di una medaglia d'argento ai Giochi olimpici di Mosca 1980.

## Carriera

### Club
Ha iniziato a 13 anni nel VK POŠK di Spalato, squadra nella quale ha iniziato e concluso la sua carriera da giocatore e con cui vinse due Coppe di Jugoslavia, due Coppe delle Coppe e una Supercoppa LEN.
Nel 1984 fu uno dei primi pallanuotisti jugoslavi ad approdare in Italia. La sua avventura italiana iniziò nel Volturno Sporting Club, dove ottenne la promozione dalla Serie A2 alla Serie A1. Successivamente ha militato nel NC Caserta, nel AS Cosenza e infine nel Nuoto Catania.
Dopo il ritiro è stato allenatore di POSK, Cosenza e Belluno.

### Nazionale
Ha giocato dal 1973 al 1981 per la Jugoslavia, disputando 387 partite.  L'esordio olimpico fu a Montreal 1976, mentre a Mosca 1980 conquistò l'argento olimpico.